# ریموند کارور
ریموند کِلِوی کاروِر جونیور (به انگلیسی: Raymond Clevie Carver, Jr.‎) (زادهٔ ۲۵ مه، ۱۹۳۸ – درگذشتهٔ ۲ اوت، ۱۹۸۸) نویسندهٔ داستان‌های کوتاه و شاعر امریکایی بود. او یکی از نویسندگان مطرح قرن بیستم و هم‌چنین یکی از کسانی شمرده می‌شود که موجب تجدید حیات داستان کوتاه در دههٔ ۱۹۸۰ شده‌اند.

## زندگی

### تولد
کارور در ۲۵ مه، ۱۹۳۸ در شهر کلاتْسْکانی در ایالت اورگن که شهری صنعتی در کنارهٔ رودخانه کلمبیا است به دنیا آمد. او در شهر یاکیما در واشینگتن بزرگ شد. پدرش، کِلِوی ریموند کارور، کارگر کارخانهٔ چوب‌بری و الکلی بود. مادر او، اِلا کیسی کارور، گاهی به عنوان پیشخدمت و فروشنده کار می‌کرد. در خانه او را جونیور، قورباغه و دکتر صدا می‌کردند.
ریموند در مدرسه‌ای محلی در یاکیما آغاز به تحصیل کرد. او در فراغت خود رمان‌هایی از میکی اسپیلانی یا مجلاتی چون Sports Afield و Outdoor Life را مطالعه می‌کرد.

### ازدواج
در سال ۱۹۵۶ وقتی که هجده سال داشت، با دوست دختر دوران مدرسه‌اش، «ماریان بورک»، که شانزده ساله بود، ازدواج کرد. ماریان تازه از یک مدرسهٔ اُسقفی خصوصی فارغ‌التحصیل شده و باردار نیز بود. زمانی که فرزند دوم آن‌ها به دنیا آمد، کارور بیست ساله بود. پس از فارغ‌التحصیلی از دبیرستان دیویس، برای تأمین هزینهٔ گذران زندگی به مشاغل متفاوتی چون سرایداری، چوب‌بُری و فروشندگی روی آورد. در طی سال‌های زندگی مشترکشان، ماریان نیز شغل‌هایی چون پیشخدمتی، فروشندگی، مُنشی‌گری و معلمی داشت.
کارور به همراه خانواده‌اش به کالیفورنیا رفت چرا که والدین همسرش در شهر پارادایز در آن ایالت، خانه‌ای داشتند. در آنجا بود که وی به نوشتن علاقه‌مند گردید و در دوره‌های آموزشی نوشتن خلاقانه که توسط رمان‌نویسی به نام جان گاردنر تدریس می‌شد، شرکت کرد. گاردنر بر زندگی و پیشهٔ کارور به عنوان یک نویسنده تأثیر عمده‌ای برجای گذاشت. کارور در ابتدا تحصیلاتش را در دانشگاه ایالتی چیکو و سپس در کالج ایالتی هامبولت در کالیفورنیا ادامه داد و در سال ۱۹۶۳ مدرک کارشناسی خود را دریافت نمود.
در میانهٔ دههٔ ۱۹۶۰ کارور و خانواده‌اش در شهر ساکرامنتوی کالیفورنیا زندگی می‌کردند. وی در یکی از بیمارستان‌های این شهر («بیمارستان مرسی») به‌عنوان نگهبان شب شغلی داشت. او در کلاس‌های کالج ایالتی ساکرامنتو – که امروزه دانشگاه ایالتی است – در زمینهٔ شعر که توسط دنیس اشمیتز تدریس می‌شد، شرکت می‌کرد. اولین کتاب شعر کارور با عنوان «نزدیک کلامَث» در سال ۱۹۶۸ توسط کلوب ادبیات انگلیسی کالج ایالتی ساکرامنتو منتشر شد.
سال ۱۹۶۷ برای وی نقطهٔ تحولی محسوب می‌شود؛ در این سال اثری از او در مجموعهٔ مشهور «فولی» چاپ شد، پدرش درگذشت و مقدمات چاپ اولین اثر او، «نزدیک کلامَث»، در حال فراهم شدن بود. هم‌چنین در این سال بود که وی به همراه خانواده‌اش به پالوآلتو انتقال یافتند تا وی بتواند به عنوان ویراستار کتاب‌های درسی در «Science Research Associates» استخدام شود. فعالیت وی در این شغل تا سال ۱۹۷۰ ادامه داشت وی در این سال از آن سازمان اخراج شد. در سال‌های دههٔ ۱۹۷۰ و ۱۹۸۰ در حالی که پیشه‌اش به عنوان نویسنده در حال اوج‌گیری بود، چند سالی در دانشگاه‌های آمریکا تدریس کرد. به‌عنوان مثال، وی از ۱۹۸۰ تا ۱۹۸۳ استاد ادبیات انگلیسی در دانشگاه سراکیوز بود.
طی سال‌هایی که شغل‌های متفاوتی داشت، به تربیت فرزندان مشغول بود و هم‌زمان سعی می‌کرد که بنویسد، افراط وی در نوشیدن الکل آغاز گردید و این مسئله تا حدی پیش رفت که تقریباً تسلیم شد و به‌طور دائمی به نوشیدن پرداخت. در نیم‌ترم پاییز سال ۱۹۷۳، او به همراه جان چیور در «کارگاه نویسندگان آیووا» تدریس داشت، اما بعده‌ها گفت که به هم‌راه چیور تنها اندکی نوشته و تدریس کرده بودند و بیشتر مواقع می‌نوشیده‌اند. سال بعد، پس از ترک شهر آیووا، چیور برای درمان اعتیادش به الکل به مرکزی درمانی رفت، اما کارور تا چند سال بعد به نوشیدن ادامه داد. در تاریخ ۲ ژوئن ۱۹۷۷ او با یاری «گروه الکلی‌های ناشناس»، اعتیادش به الکل را ترک کرد.
او از ۱۹۷۹ با زن شاعری به نام تس گالاگر که وی را در همایش نویسندگان در دالاس، تکزاس ملاقات کرده بود، زندگی می‌کرد. در نهایت او در سال ۱۹۸۲ از همسر اولش، ماریان، طلاق گرفت و در سال ۱۹۸۸ در شهر رنو در ایالت نوادا با گالاگر ازدواج کرد. دو ماه بعد، در تاریخ دوم اوت ۱۹۸۸ وی در سن پنجاه سالگی و به دلیل سرطان ریه در شهر پورت‌آنجلس در ایالت واشینگتن درگذشت. در همان سال، عضویت او در آکادمی آمریکایی هنر و ادبیات اعلام گردید.

## سبک
پیشهٔ کارور به عنوان نویسنده به داستان‌های کوتاه و شعر اختصاص یافته بود. او خود را به‌عنوان کسی که «تمایل به ایجاز و قوّت دارد» و «به نوشتن داستان‌های کوتاه معتاد است»، معرفی کرده‌است. (در دیباچهٔ «از کجا تلفن می‌کنم»، مجموعه‌ای که در سال ۱۹۸۸ منتشر شد). دلیل دیگری که برای ایجاز آثار او مطرح می‌شود این است که «داستان کوتاه و شعر را می‌توان در یک نشست نوشت و خواند». این مسئله برای وی یک انتخاب ساده نبود، بلکه ملاحظاتی عملی بود تا او با در نظر داشتن آن‌ها بتواند در کنار شغل‌های متفاوت و ناهمگون‌اش، به نوشتن نیز برسد. موضوعات و ایده‌های آثار او که عموماً بر تجربه‌های کارگری تمرکز دارند به وضوح انعکاسی از زندگی خودش هستند. همین مسئله را می‌توان در مورد بُن‌مایه‌های مکرر اعتیاد به الکل و بازپروری از آن که در آثار وی موجود است، مطرح کرد.
سبک نوشتار کارور و بُن‌مایه‌های آثار او معمولاً مانند عناصر سازندهٔ آثار ارنست همینگوی، آنتوان چخوف و فرانتس کافکا است. هم‌چنین او را تأثیرپذیرفته از آثار ایساک بابل، فرانک اوکانر و و. اس. پریچت برَشمُرده‌اند. با وجود این، به‌نظر می‌رسد بیشترین تأثیرپذیری او از جانب چخوف باشد که انگیزهٔ او برای نوشتن داستان کوتاه «پیغام» (به انگلیسی: Errand) باشد. این داستان که یکی از آثار مربوط به اواخر عمر کارور است، آخرین ساعات زندگی چخوف را به تصویر می‌کشد.
عمدتاً، کمینه‌گرایی (مینی مالیسم) به عنوان یکی از ویژگی‌های بارز آثار کارور شمرده می‌شود. ویراستار وی در مجله اسکوآیر، گوردون لیش، نثر کارور را به این سمت هدایت می‌کرد. پیش‌تر جان گاردنر به کارور توصیه کرده بود که به جای به کار بردن بیست و پنج کلمه در یک جمله، پانزده کلمه به کار بَرَد و بعده‌ها لیش به وی توصیه کرد که در یک جمله تنها از پنج کلمه استفاده کند. در این دوران بود که کارور اشعاری را برای جیمز دیکی، ویراستار شعر اسکوآیر در آن دوران، فرستاد.
سبک وی را با عنوان «واقع‌گرایی کثیف» (به انگلیسی: dirty realism) نیز خوانده‌اند. این عبارت به گروهی از نویسندگان در سال‌های ۱۹۷۰ و ۱۹۸۰ چون ریچارد فورد، توبیاس ولف، آن بیتی، جین آن فیلیپس اشاره دارد. کارور با فورد و ولف از نزدیک آشنا بود. این نویسندگان در آثارشان بیشتر بر اندوه و حس فقدان زندگی روزمرهٔ مردم عادی تأکید داشتند؛ زندگی روزمرهٔ طبقات متوسط و پایین جامعه یا افراد تک‌افتاده و به حاشیه‌رانده شده‌ای که طبق ایدهٔ هنری تِرو «نومیدی خاموش» (به انگلیسی: quiet desperation) را می‌زیند.

## نوشته‌ها
اولین داستان منتشرشدهٔ وی مربوط به سال ۱۹۶۰ و با عنوان «فصل‌های سخت» (به انگلیسی: Furious Seasons) است. این اثر که به نسبت آثار بعدی او، نثری سلیس‌تر و شیواتر دارد، به وضوح از ویلیام فاکنر تأثیر پذیرفته‌است. استول دربارهٔ آن می‌نویسد: «فصل‌های سخت، تقلیدی بود تصنعی و کسالت‌بار از شیوه فاکنر» عبارت «فصل‌های سخت» بعده‌ها به عنوان نام مجموعه‌ای از داستان‌ها استفاده شد که البته خود آن داستان را شامل نمی‌شد. داستان «فصل‌های سخت» را تنها می‌توان در مجموعه‌های چاپ‌شدهٔ اخیر چون «قهرمانی بس است، لطفاً» (به انگلیسی: No Heroics, Please) و «اگر کارم داشتی تلفن کُن»(به انگلیسی: Call if You Need Me) یافت.
اولین مجموعه از آثار وی در سال ۱۹۷۶ و با عنوان «می‌شود لطفاً ساکت باشید، لطفاً؟» (به انگلیسی: Will You Please Be Quiet, Please) منتشر گردید و داستانی از این مجموعه که دارای همین نام بود برای چاپ در مجموعهٔ «بهترین داستان‌های کوتاه آمریکا» انتخاب شد. سپس برای داستان «یک چیز کوچک و خوب» (به انگلیسی: A Small, Good Thing) که داستانی است دربارهٔ والدین یک پسر جوان که دچار تصادف رانندگی شده، موفق به دریافت جایزه او. هنری گردید. در سال ۱۹۸۳، بازنوشتی از این داستان با نام «حمام» و با پایانی متفاوت در مجموعه‌ای به نام «کلیسای جامع» منتشر گردید. با وجود این خود داستان «کلیسای جامع» بود که کارور آن را در مقایسه با آثار پیشین‌اش به‌عنوان «نوع دیگری» از داستان مطرح می‌کند و نقطه عطفی در دورهٔ کاری‌اش برمی‌شمارد. این داستان که دربارهٔ ملاقات مردی با پیرمردی کور از آشنایان همسرش است، به دلیل کم‌گویی آن دربارهٔ موضوعی اصلی و به احتمال بخاطر دیدِ خوش‌بینانه‌اش که در کنار لحنی تلخ‌شیرین قرار گرفته‌است، با آثار پیشین نویسنده متفاوت است.
آخرین مجموعه داستانی که دقیقاً پیش از مرگ وی چاپ شد، «فیل» نام داشت و شامل هفت داستان بود. ماهیت داستان‌های این مجموعه، بخصوص «پیغام»، این‌طور می‌نماید که او در حال تفکر و تعمق برای نوشتن اولین رمان‌اش بود. البته این مسئله به تأیید دیگر منتقدین نرسیده‌است.

## آثار

### داستانی

جلد کتاب وقتی از عشق حرف می‌زنیم از چه حرف می‌زنیم چاپ ۱۹۸۹

#### مجموعه‌ها
- ۱۹۷۴ می‌شود لطفاً ساکت باشید، لطفاً؟
- ۱۹۷۷ فصل‌های سخت
- ۱۹۸۱ وقتی از عشق حرف می‌زنیم از چه حرف می‌زنیم. (به انگلیسی: What We Talk About When We Talk About Love)
- ۱۹۸۳ کلیسای جامع
- ۱۹۸۸ فیل

#### گردآورده‌ها
- ۱۹۸۸ از کجا تلفن می‌کنم. (به انگلیسی: Where I'm Calling From)
- ۱۹۹۳ راه‌های میان‌بُر:داستان‌های برگزیده. (به انگلیسی: Short Cuts: Selected Stories)

#### تک داستان‌ها
- وقتی از عشق حرف می‌زنیم از چه حرف می‌زنیم) بایگانی‌شده  در ۳۰ آوریل ۲۰۱۷ توسط Wayback Machine
- کلیسای جامع ) بایگانی‌شده  در ۲۶ سپتامبر ۲۰۱۳ توسط Wayback Machine

از مجوعهٔ «می‌شود لطفاً ساکت باشید، لطفاً؟»:
- هیچ‌کس چیزی نگفت. (به انگلیسی: Nobody Said Anything)
- همسرِ دانشجو. (به انگلیسی: The Student's Wife)
- همسایه‌ها. (به انگلیسی: Neighbors)
- دوچرخه‌ها، عضله‌ها، سیگارها. (به انگلیسی: Bicycles, Muscles, Cigarettes)
- می‌شود لطفاً ساکت باشید، لطفاً؟

از مجموعهٔ «فصل‌های سخت»:
- فاصله. (به انگلیسی: Distance)
- احمق. (به انگلیسی: Dummy) (عنوان پس از بازنگری: «سومین چیزی که پدرم را کُشت». (به انگلیسی: The Third Thing that Killed My Father off)
- این همه آب و این قدر نزدیک به خانه. (به انگلیسی: So Much Water So Close to Home)

از مجموعهٔ «وقتی از عشق حرف می‌زنیم از چی حرف می‌زنیم»:
- وقتی از عشق حرف می‌زنیم از چی حرف می‌زنیم
- چرا شما نمی‌رقصید؟. (به انگلیسی: Why Don't You Dance)

از مجموعهٔ «کلیسای جامع»:
- ویتامین‌ها. (به انگلیسی: Vitamins)
- محتاط
- از کجا تلفن می‌کنم
- خانهٔ چف. (به انگلیسی: Chef's House)
- تَب. (به انگلیسی: Fever)
- پَرها. (به انگلیسی: Feathers)
- کلیسای جامع
- یک چیز کوچک و خوب

از مجموعهٔ «فیل»:
- جعبه‌ها
- کسی که روی این تخت می‌خوابیده. (به انگلیسی: Whoever Was Using This Bed)
- پیغام
- Blackbird Pie

### شعر

#### مجموعه‌ها
- ۱۹۶۸ نزدیک کلامَث
- ۱۹۷۰ بی‌خوابی زمستانی. (به انگلیسی: Winter Insomania)
- ۱۹۷۴ ماهی آزاد در شب سفر می‌کند. (به انگلیسی: At Night The Salmon Move)
- ۱۹۸۵ جایی که آبها به هم می‌رسند. (به انگلیسی: When Water Comes Together With Other Water)
- ۱۹۸۴ آبی آسمانی. (به انگلیسی: 'Ultramarine)
- راهی نو به آبشار. (به انگلیسی: A New Path to The Waterfall)

#### گردآورده‌ها
- ۱۹۸۸ در نوری دریایی: اشعار برگزیده. (به انگلیسی: In a Marine Light: Selected Poems)
- ۱۹۹۴ همهٔ ما: مجموعهٔ اشعار. (به انگلیسی: All of Us: The Collected Poems)

#### مقالات، اشعار، داستان‌ها (آثار چاپ‌نشده در مجموعه‌ها)
- ۱۹۸۳ آتش‌ها: مقالات، اشعار، داستان‌ها
- ۱۹۹۹ قهرمانی بس است، لطفاً
- ۲۰۰۰ اگر کارم داشتی تلفن کن

## نقد و بررسی
ایروینگ هاو newyork Tims, september 11, 1983
«کارور در درجهٔ اول نویسنده‌ای قوی است با تأثیرگذاری محدود. از آن نوع نویسنده‌هایی که مواد خام‌شان را آن‌قدر شکل می‌دهند و می‌پیچانند تا به سبک خاصی درآورند.»

## برگردان آثار به فارسی
اکثر آثار ریموند کارور که در شرایط فعلی قابل ترجمه در ایران بوده‌اند به فارسی ترجمه شده‌اند. فهرست کامل آثار و گفتگوها و مقالات کارور به زبان فارسی در ریموند کارور در زبان فارسی گرد آمده‌است.

## فیلم‌ها
بر مبنای داستان‌های کارور چند فیلم ساخته شده‌است:
- ۱۹۹۳ میان‌برها به کارگردانی رابرت آلتمن
- «Everything Goes» به کارگردانی آندرو کوتاتکو
- ۲۰۰۰ وقتی از عشق حرف می‌زنیم دربارهٔ چه حرف می‌زنیم. کارگردان: اسکات چارلز استوارت به زبان انگلیسی فیلم کوتاه ۱۳ دقیقه.
- ۲۰۱۳ " یک اتفاق کوچک و خوب" کارگردان: علی ولی پوری برگردان قصه به زبان فارسی و شخصیت‌های ایرانی
- ۲۰۱۴ " تعدادی اثاثیهٔ دست دوم منزل با قیمت مناسب به فروش می‌رسد" کارگردان: امیر بهادر مظاهری برداشتی آزاد از داستان " چرا نمی‌رقصید؟"